# Велик глад в Русия (1601 – 1603)
Великият глад в Русия от 1601-1603 години обхваща по-голямата част от европейската територия на Руското царство по време на управлението на цар Борис Годунов.
За разлика от случаите на масов глад в Европа през средновековието, причините за масовия руски глад се коренят в няколко разнородни фактори. От една страна това е слабата земеделска реколта през 1601 г.; от друга - изригването на вулкана Уайнапутина в Перу на 19 февруари 1600 г., довел до натрупването на огромно количество пепел в атмосферата и съпричинител на започналия така наречен малък ледников период. Някои изследователи не изключват сред причините за явлението и социални фактори, предхождащи полската интервенция в Русия.
В крайна сметка великият глад в Русия довежда до т.нар. Смутно време. Някои анализатори сочат сред причините за масовия глад започнатите крупни държавни мероприятия в Русия още от времето на цар Иван Грозни и довършвани от цар Борис Годунов – като изграждането на най-високата сграда в Русия и т.н.
Само в Москва, пряко или непряко, от глад по онова време умират най-малко 127 хиляди души. Много хора стават косвено жертви на заболявания и епидемии от холера в рамките на онези 2 години. Според някои оценки 10 милиона руснаци са преки или косвени жертви на глада.
През онези 2 години са отбелязани случаи на канибализъм, както и на задоволяване на глада с оборски тор.
Косвено гладът става причина за избухването на селски въстания в Русия, довели до важни последици за демографското развитие на Русия, тъй като много хора се изселват към слабонаселените южни и източни райони на страната – долното течение на Дон, Волга, както и в Западен Сибир.